# Квартира (фильм, 1960)
«Квартира» (англ. The Apartment) — чёрно-белый кинофильм в жанре романтической трагикомедии, снятый в 1960 году в США режиссёром Билли Уайлдером. В главных ролях заняты Джек Леммон и Ширли Маклейн, к тому времени уже популярные кинозвёзды.
Трогательная лирическая история отношений простого клерка и девушки-лифтёрши, работающих в одной фирме. На первый взгляд, у этих двоих нет никаких шансов быть вместе, однако в результате ряда трагикомических событий всё разрешается наилучшим образом.
После своего выхода на экраны «Квартира» имела чрезвычайный коммерческий успех, принеся 25 миллионов долларов прибыли. Фильм был номинирован на «Оскар» в 10 номинациях и выиграл в 5, в том числе в номинации «Лучший фильм». Актёрские работы Леммона и Маклейн были отмечены премиями «Золотой глобус» и BAFTA. Картина входит в список 100 лучших американских фильмов за 100 лет по версии Американского института киноискусства.
В 2017 году издание The Independent назвало «Квартиру» лучшим рождественским фильмом всех времён и народов.

## Сюжет
Скромный незаметный труженик, «тихий американец» Си Си «Бад» Бакстер работает рядовым бухгалтером в крупной страховой компании в Нью-Йорке. Он одинок и снимает квартиру в самом центре города, в Вест-Сайде, недалеко от места своей работы. Это обстоятельство вызывает интерес нескольких менеджеров из его конторы, включая большого босса, директора по кадрам. Интерес этот особого рода: все эти начальники, в основном женатые мужчины, водят тайные интрижки на стороне, а для встреч с любовницами им необходимо какое-то удобное безопасное место. Квартира Бакстера подходит для этих целей как нельзя лучше. Начальство предлагает ему негласную сделку — быстрое его продвижение по служебной лестнице взамен за возможность пользоваться его квартирой для тайных любовных встреч. Бакстеру ничего не остаётся, как согласиться, хотя он крайне недоволен создавшейся ситуацией и терпит из-за этого большие неудобства.
Он пытается завязать отношения с симпатичной лифтёршей, работающей в его же фирме, по имени Фрэн Кубелик. Девушке он приятен, однако она почему-то не спешит принять его ухаживания. Бакстер и не подозревает, что у неё тайный роман с самим директором мистером Джеффом Шелдрейком, а их свидания происходят именно в его квартире. Роман этот для девушки, впрочем, безнадёжен, поскольку директор женат, дорожит своим положением и — что бы ей там ни говорил — разводиться не собирается. Очередная встреча Джеффа и Фрэн на квартире Бакстера происходит в канун рождества, и Джефф вовсе не собирается провести праздник со своей возлюбленной, а суетливо торопится домой к семье. Вместо рождественского подарка он дарит Фрэн стодолларовую купюру. Вернувшийся домой Бакстер обнаруживает Фрэн, бесчувственно лежащую на кровати. К счастью, его сосед-доктор вовремя предпринимает все необходимые меры, и Фрэн возвращают к жизни после попытки самоубийства передозировкой снотворного. Бакстер остаётся с девушкой и два дня ухаживает за ней, опасаясь новых попыток суицида с её стороны. Он развлекает её разговорами и игрой в карты.
Усилия Бакстера не пропали даром, и директор компании щедро награждает подчинённого повышением по службе. После рождества Шелдрейк увольняет свою секретаршу мисс Олсен за слишком длинный язык. Та напоследок мстит своему бывшему начальнику, рассказав про адюльтер его супруге. Мистер Шелдрейк теперь холостяк и может спокойно вернуться к Фрэн. Шелдрейк снова вызывает Бакстера, чтобы одолжить ключ от квартиры, но тот неожиданно отказывает ему. Шелдрейк просит Бакстера одуматься, напоминая подчинённому, кто его благодетель, но тот заявляет, что вообще увольняется из конторы.
Канун нового года. В концовке Фрэн отвергает ухаживания Шелдрейка, даже несмотря на то, что он свободен, и торопится на квартиру к Бакстеру. Она успевает как раз вовремя: тот уже собрал вещи и собирается съехать. Бакстер признаётся в любви Фрэн, а та лукаво предлагает ему сдавать карты, продолжить партию в Джин-рамми, которую они не закончили.

## В ролях
- Джек Леммон — Си Си «Бад» Бакстер
- Ширли Маклейн — Фрэн Кубелик
- Фред Макмюррей — Джефф Д. Шелдрейк
- Рэй Уолстон — Джо Добиш
- Джек Крушен — доктор Дрейфус
- Дэвид Льюис — Эл Киркеби
- Хоуп Холидей — миссис Мэрджи Макдугал
- Эди Адамс — мисс Олсен
- Джоан Шоули — Сильвия
- Наоми Стивенс — миссис Милдред Дрейфус
- Джонни Севен — Карл Матюшка
- Джойс Джеймсон — блондинка в баре
- Уиллард Уотерман — мистер Вандерхоф
- Дэвид Уайт — мистер Эйхельбергер

В титрах не указаны
- Линн Картрайт — контролёр лифта с кликером
- Хэл Смит — мужчина в костюме Санта-Клауса

## Награды и номинации
- 1960 — Кубок Вольпи за лучшую женскую роль на Венецианском кинофестивале (Ширли Маклейн).
- 1960 — попадание в десятку лучших фильмов года по версии Национального совета кинокритиков США.
- 1960 — три премии Нью-Йоркского общества кинокритиков: лучший фильм, лучший режиссёр (Билли Уайлдер), лучший сценарий (Билли Уайлдер, И. А. Л. Даймонд).
- 1961 — пять премий «Оскар»: лучший фильм (Билли Уайлдер), лучший режиссёр (Билли Уайлдер), лучший оригинальный сценарий (Билли Уайлдер, И. А. Л. Даймонд), лучшая работа художника-постановщика (Александр Траунер, Эдвард Дж. Бойл), лучший монтаж (Дэниел Мэнделл), а также пять номинаций: лучшая мужская роль (Джек Леммон), лучшая женская роль (Ширли Маклейн), лучшая мужская роль второго плана (Джек Крушен), лучшая операторская работа чёрно-белого фильма (Джозеф Лашелл), лучший звук (Гордон Сойер).
- 1961 — три премии «Золотой глобус»: лучший фильм — комедия или мюзикл, лучшая мужская роль в комедии или мюзикле (Джек Леммон), лучшая женская роль в комедии или мюзикле (Ширли Маклейн), а также номинация за лучшую режиссуру (Билли Уайлдер).
- 1961 — три премии BAFTA: лучший фильм (Билли Уайлдер), лучшая мужская роль (Джек Леммон), лучшая женская роль (Ширли Маклейн).
- 1961 — премия Гильдии режиссёров США за лучшую режиссуру художественного фильма (Билли Уайлдер).
- 1961 — премия Гильдии сценаристов США за лучший сценарий американской комедии (Билли Уайлдер, И. А. Л. Даймонд).
- 1961 — номинация на премию «Грэмми» за лучший саундтрек для кинофильма или телевидения (Адольф Дойч).
- 1994 — лента включена в Национальный реестр фильмов.

## Художественные особенности
- Фильм чёрно-белый, и для 1960 года, когда он был выпущен, это уже выглядело определённым художественным приёмом, своего рода стилизацией. Предыдущий фильм Уайлдера с Джеком Леммоном «В джазе только девушки» тоже был чёрно-белым.
- Все события фильма происходят в основном в вечернее время — как на улице, так и в интерьерах. Этот факт с учётом того, что фильм чёрно-белый, придаёт «Квартире» несколько мрачноватую атмосферу фильмов нуар 1940-х годов.

## Видеовыпуски
В конце 1970-х фильм выпущен компанией MGM/CBS Home Video на Betamax и VHS, перевыпущен в 1983 году компанией MGM/UA Home Video на VHS и Betacam